# Adoxaceae
Adoxaceae или Viburnaceae је фамилија дикотиледоних биљака из реда Dipsacales. Обухвата 5 родова са око 200 врста. Фамилија је распрострањења на свим континентима изузев Антарктика, са малом заступљеношћу у Африци и Аустралији. Врстама најбогатији родови су удика (Viburnum) и зова (Sambucus).
Биљке ове фамилије су веома разноликог хабитуса, од зељастих до дрвенастих вишегодишњих, са карактеристичним назубљеним листовима и веома ситним цветовима (мањим од 5 цм) сакупљеним у цимозне цвасти. Плод је коштуница с једним семеном.